# Murray Macgregor
George Murray Macgregor (21 janvier 1884 - 21 janvier 1966) est un géologue écossais. Il est décrit comme «le géologue houiller le plus éminent d'Écosse» .

## Biographie
Macgregor est né à Glasgow de George Macgregor et d'Agnes Murray. Il étudie à l'Université de Glasgow et obtient un MA BSc en 1908. Il rejoint le Geological Survey, où il reste toute sa carrière. En 1921, il succède à LW Hinxman comme géologue de district pour les bassins houillers écossais . En 1922, il est élu fellow de la Royal Society of Edinburgh avec comme proposants John Horne, Ben Peach, Thomas John Jehu et Robert Campbell . En 1925, il devient directeur adjoint pour l'Ecosse. L'Université de Glasgow lui décerne un doctorat honorifique (DSc) en 1931.
En 1926, il succède à George Walter Tyrrell à la présidence de la Geological Society of Glasgow. Il est remplacé à son tour par James Ernest Richey .
Il remporte la médaille Clough en 1945.
Il prend sa retraite à l'automne 1945 et est remplacé au BGS par Talbot Whitehead . Il est décédé à Glasgow le 21 janvier 1966. Il ne s'est jamais marié et n'a pas eu d'enfants.